# Onosma borragoidinum
Onosma borragoidinum är en strävbladig växtart som beskrevs av Jiří Ponert. Onosma borragoidinum ingår i släktet Onosma och familjen strävbladiga växter. Inga underarter finns listade i Catalogue of Life.